# Haruehun Airry
Haruehun Airry Noppawan (sinh ngày 6 tháng 9 năm 1986), được biết đến nhiều hơn với nghệ danh Haruehun Airry. Anh là nhiếp ảnh gia người Thái, sinh sống tại Bangkok, Thái Lan.

## Tiểu sử
Haruehun Airry tốt nghiệp đại học với chuyên ngành Cử nhân Nghệ thuật trong lĩnh vực quản lý thông tin của Trường Đại học Chulalongkorn. Tại đây, anh đã gặp gỡ và trở thành bạn thân thiết của Hoa hậu Hoàn Vũ Thái Lan 2006, là Charm Osathanond. Và cũng từ đây, anh đã bắt đầu đến với nhiếp ảnh. Ông được lựa chọn bởi Hội chữ thập đỏ Thái Lan như một hình mẫu với vai trò thúc đẩy việc giáo dục về HIV/AIDS.

## Sự nghiệp
Từ thời sinh viên, những hình ảnh do Haruehun Airry chụp đã được xuất bản rộng rãi trên các phương tiện truyền thông xã hội trong khu vực châu Á, sau đó là trên các ấn phẩm nổi tiếng thế giới như Attitude và Men’s Health. Thông qua những sản phẩm sáng tạo trong lĩnh vực nhiếp ảnh, Haruehun Airry đã giới thiệu một số lượng đáng kể các gương mặt người mẫu nam mới cho ngành công nghiệp giải trí. Haruehun Airry đã khuấy động dư luận trên cộng đồng mạng trong khu vực Đông Nam Á khi loạt ảnh khỏa thân do anh thực hiện với một Nam Vương Thế giới được tung ra.
Ngoài việc được biết đến là một nhiếp ảnh gia, anh còn là một chuyên gia trong lĩnh vực truyền thông đại chúng. Burson-Marsteller, một trong những đơn vị truyền thông hàng đầu thế giới đã thừa nhận sự đóng góp của anh trong một khóa đào tạo về truyền thông xã hội tại châu Á – Thái Bình Dương do Burson-Marsteller tổ chức vào năm 2010. Tạp chí Attitude với ấn bản tiếng Thái đã khẳng định rằng: Haruehun Airry là một trong những nhiếp ảnh gia trẻ thành công nhất hiện nay.